# Condado de Terrell (Texas)
O Condado de Terrell é um dos 254 condados do Estado americano do Texas. A sede do condado é Sanderson, e sua maior cidade é Sanderson.
O condado possui uma área de 6 107 km² (dos quais 0 km² estão cobertos por água), uma população de 1 081 habitantes, e uma densidade populacional de 0,15 hab/km² (segundo o censo nacional de 2000).
O condado foi fundado em 1905.